# Haute Crête
Ne doit pas être confondu avec Crète.
La Haute Crête est un sommet du massif du Jura culminant à 1 431 m d'altitude et situé dans le département de l'Ain, dans la région Auvergne-Rhône-Alpes, en France.

## Géographie

### Situation
Le sommet de la Haute Crête est situé sur le territoire de la commune de Champfromier, dont le village se trouve à 3,5 km au sud-sud-ouest. Il domine de plus de 850 m la vallée de la Valserine au sud-est et le reste de la forêt de Champfromier, dans laquelle il est inclus, de plus de 200 m à l'ouest. Le sommet du crêt de Chalam est situé à 2 km au nord-nord-est et l'anticlinal des monts Jura à 4 km à l'est.

### Géologie
La Haute Crête est située sur un chevauchement entre les couches calcaro-marneuses du Crétacé inférieur et les couches calcaires du Kimméridgien (Jurassique supérieur). La partie ouest du sommet est composée de terrains indifférenciés du Berriasien, tandis que la partie orientale est composée de terrains indifférenciés du Kimméridgien. La partie sud du sommet est composée d'éboulis sur une dénivelée d'une cinquantaine de mètres. La faille séparant les terrains jurassiques et les terrains crétacés, d'orientation nord-sud, passe par le sommet.